# Парфюмер (роман)
«Парфюмер. История одного убийцы» (нем. Das Parfum. Die Geschichte eines Mörders) — роман немецкого драматурга и прозаика Патрика Зюскинда. В романе, рассказывающем о жизни парфюмера с превосходным обонянием, исследуется мир настоящих и искусственных запахов, рассматривается их потенциальное значение в межличностных отношениях и описываются традиционные и нетрадиционные процессы производства духов. Произведение, относящееся к эпохе постмодернизма, допускает множество толкований, его можно считать романом взросления, романом воспитания, романом о гениальном художнике, криминальным романом и пародией на такие романы. 
Впервые роман был напечатан в Швейцарии в 1985 году. Выдержал множество изданий общим тиражом более 12 миллионов экземпляров. Книга переведена на 47 языков, включая латынь.
Впервые на русском языке роман был опубликован в восьмом номере журнала «Иностранная литература» за 1991 год в переводе Эллы Венгеровой.

## Персонажи
- Жан-Батист Гренуй — парфюмер, главный герой (вернее, антигерой). У него невероятно тонкое и сильное обоняние наряду с полным отсутствием собственного запаха.

- - Мать Гренуя — обвинена в детоубийстве.
- Жанна Бюсси — простодушная кормилица.
- Отец Террье — знаток церковной догматики.
- Мадам Гайар — хозяйка приюта. Относится к детям только как к способу заработка. Лишена чувств из-за травмы в детстве.
- Грималь — кожевник. Очень грубый и жестокий человек
- Девушка с улицы Марэ — первая жертва Гренуя.
- Джузеппе Бальдини — парижский парфюмер. Не обладая никакими творческими талантами в парфюмерии, имеет огромные знания в самой технологии производства и сохранении ароматов.
- Шенье — подмастерье Бальдини.
- Пелисье — конкурент Бальдини, самый популярный парфюмер. Только упоминается, лично не появляется.
- Маркиз де ла Тайад-Эспинасс — эксцентричный создатель «флюидальной теории».
- Мадам Арнульфи — вдова парфюмера из Грасса.
- Доминик Дрюо — мастер-парфюмер из Грасса и любовник Мадам Арнульфи.
- Антуан Риши — Второй Консул Грасса, проницательный человек.
- Лаура Риши — его дочь, рыжеволосая красавица. Последняя жертва Гренуя.

## Время
Действие романа происходит во Франции середины XVIII века, в Эпоху Просвещения во времена царствования Людовика XV.
Приём, который использует автор в «Парфюмере» — принцип псевдо-историзма. Он будто бы убеждает читателя, что описанное действительно когда-то происходило, сообщая событиям романа хронологическую точность. Текст насыщен датами. Так, между двумя датами проходит вся жизнь героя.
Он рождается 17 июля 1738 года и умирает 25 июня 1767 года. Хотя позже автор отметит, что день смерти Гренуя пришёлся на день его рождения.
Также датированы и другие поворотные события жизни героя: встреча с девушкой с улицы Марэ — 1 сентября 1753 года; 15 апреля 1766 года — герою зачитывают приговор.
Обращаясь к персонажам, с которыми сталкивается Гренуй, Зюскинд отмечает время и обстоятельства их смерти. Так, читатель, наблюдая в реальном времени романа за гибелью кожевника Грималя и парфюмера Бальдини, узнаёт, что мадам Гайар умрёт от старости в 1799 году, а маркиз Тайад-Эспинасс — пропадёт в горах в 1764 году. Трагическая гибель Джузеппе Бальдини также «исторически привязана» к 1756 году — началу Семилетней войны.
В воображении Гренуя, помеченные датами, словно бутылки выдержанного вина, хранятся ароматы, которые он ощущал: «бокал аромата 1752 года», «бутыль 1744 года».

## Место действия
Тот же эффект кажущейся реальности автор использует, описывая места, где происходит действие.
Так же как и во времени, сюжет романа закольцован в пространстве — он начинается и заканчивается в одной и той же точке Парижа — на кладбище Невинных.
Путешествия героя не выходят за пределы Франции. Из Парижа действие перемещается на вершину потухшего вулкана Плон-дю-Канталь (Plomb du Cantal) в провинции Овернь. После — на пути героя город Монпелье, откуда он попадает в южный приморский Грасс. В погоне за девушкой Гренуй отправляется в Ла-Напуль. Затем Грасс и снова Париж.
Зюскинд чётко фиксирует малейшие передвижения героев на протяжении всего повествования. Так Гренуй, наблюдающий фейерверк в Париже на Королевском мосту, подходит к галерее Лувра, здесь он чувствует нежный запах и идет по его следу. Он отходит от павильона Флоры, поворачивает назад и переходит через мост на другой берег. Дальнейший маршрут: особняк Майи — набережная Малакэ — улица Сены — улица Марэ.
Также подробно описаны лавка и дом парфюмера Бальдини на мосту Менял, и прогулки Бальдини к Новому мосту.

## Сюжет
Часть первая
В Париже, у смердящей рыбной лавки, рядом с Кладбищем невинных появляется на свет Жан-Батист Гренуй. Его мать, бедная торговка, хочет избавиться от нежеланного ребёнка также, как и от всех остальных нежеланных детей: родив под прилавком, она оставляет там ребёнка в надежде на его скорую смерть, но Жан-Батист начинает плакать, обнаруживает себя и замысел матери раскрывается. Её обвиняют в попытке детоубийства и казнят, а младенца передают на попечение монастыря и назначают ему кормилицу. Женщина отказывается ухаживать за ребёнком, потому что, по её словам, он «не пахнет, как другие дети» и одержим дьяволом. Священник, отец Террье, отстаивает права младенца, но испугавшись, что тот «бесстыдно его обнюхивает», устраивает Гренуя подальше от своего прихода — в приют мадам Гайяр.
Здесь ребёнок живёт до восьми лет. Другие дети сторонятся его, считая слабоумным, к тому же он некрасив и увечен. Но за Гренуем замечаются поразительные поступки: благодаря скрытым способностям, он не боится ходить в темноте, умеет предсказывать дождь. Никто не догадывается, что Гренуй — уникум, человек, обладающий острейшим обонянием, которое может улавливать даже запахи, которым нет названия. Когда Гренуй, благодаря своему носу, находит спрятанные хозяйкой приюта деньги, она решает избавиться от него и передает чернорабочим кожевнику.

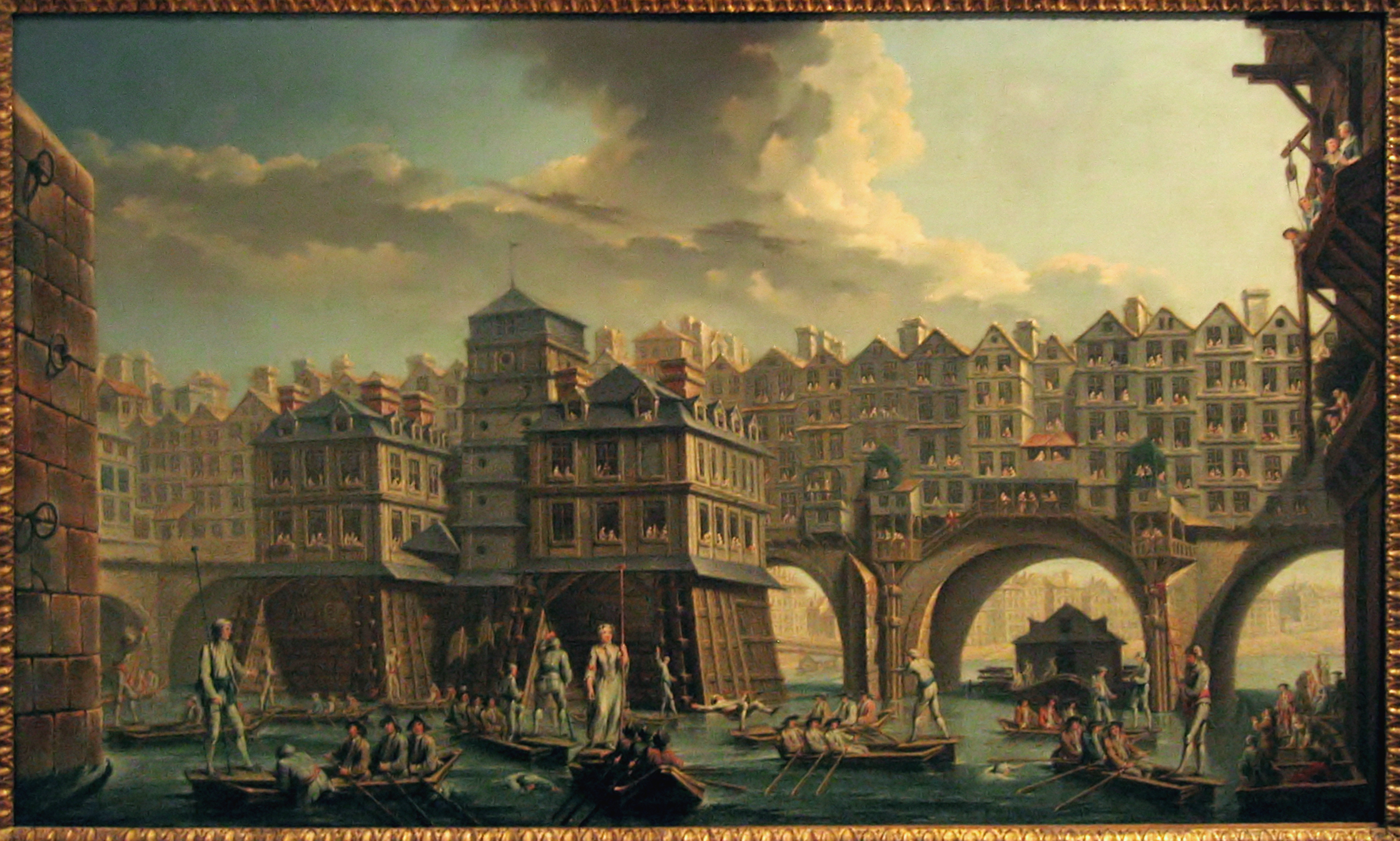
Мост Менял был застроен множеством лавок, картина 1756 года

Гренуй работает в тяжелых условиях, перенося побои и болезни, единственная отрада для него — изучение новых запахов. И духи́, и помойная вонь одинаково ему интересны. Однажды на улице он чувствует необыкновенное благоухание, его источник — юная девушка, которая пахнет как «сама красота». Гренуй, желая завладеть ароматом, случайно душит испугавшуюся его девушку, наслаждается её запахом, а когда он начинает исчезать, скрывается незамеченным. Совесть не мучит его, наоборот, он счастлив, что обладал самым драгоценным ароматом в мире. После этого случая Гренуй понимает, что узнал о запахах всё, и его призвание — быть их творцом, великим парфюмером.
Чтобы научиться этому ремеслу, он нанимается в ученики к мэтру Бальдини, когда-то процветающему, а ныне стоящему на грани разорения парфюмеру. Гренуй доставляет кожи для Бальдини и, воспользовавшись случаем, демонстрирует мэтру свои способности: Гренуй не знает правил составления ароматов, но умудряется вне всяких правил разгадать композицию самого популярного в Париже аромата от модного парфюмера Пелисье (завистью и ревностью к успеху которому переполнена душа Бальдини), а затем ещё и улучшает аромат, сделав его почти совершенным. Бальдини выкупает Гренуя и берёт к себе в ученики. Гренуй учится языку формул и тому, как «отнимать» у цветов их запах, используя сублимацию. Все формулы ароматов, изобретённые Гренуем, Бальдини присваивает себе. Героя ждёт разочарование — далеко не каждый запах можно заключить в стеклянный флакон, как цветочные духи. Гренуй так несчастен, что даже заболевает и приходит в себя лишь тогда, когда узнает от мэтра, что существуют другие способы получать запахи из различных тел. Передав тщеславному Бальдини все известные ему формулы духов и получив за это патент подмастерья, Гренуй покидает его. Вскоре после этого Бальдини трагически погибает при обрушении в Сену моста Менял, на котором располагался его дом.
Часть вторая
Теперь цель героя — город Грасс, парфюмеры которого владеют другими секретами мастерства. Но по дороге Гренуй попадает в необитаемую пещеру, где наслаждается одиночеством несколько лет. Случайно его посещает ужасная догадка: сам он никак не пахнет. Ему необходимы такие духи, чтобы люди перестали сторониться его и приняли за обычного человека. Из своего убежища Гренуй попадает под покровительство маркиза Тайад-Эспинасса, приверженца «флюидальной теории», следуя которой, тот, по собственному мнению, из пещерного зверя вновь сделал Гренуя человеком. Но в действительности это произошло благодаря хорошему мылу и духам, которые Гренуй создал из кошачьих экскрементов и куска сыра.
Часть третья
Жан-Батист покидает маркиза и добирается до Грасса, где поступает в подмастерья к мадам Арнульфи, вдове парфюмера. Здесь он учится самым тонким способам овладения запахами. Неожиданно рядом с чьим-то садом он снова чувствует аромат, ещё более роскошный, чем аромат когда-то задушенной им девушки. Это запах юной Лауры Риши, которая играет в саду, и Гренуй решает, что нашёл вершину его будущих духов — его главного творения в жизни: аромата абсолютной красоты, внушающего каждому вдохнувшему чувство истинной любви. В течение двух лет он постигает науку сбора запахов и убеждается, что аромат кожи и волос красивой женщины лучше всего принимает ткань, обработанная лишенным запахов жиром. Но поскольку Гренуй в глазах окружающих представляет собой грязного, невоспитанного, полусумасшедшего бродягу, он не может получить запах иным образом, кроме как убив его носительницу. В городе начинается волна странных убийств — их жертвами становятся юные девушки. Они принадлежат разным слоям общества, и установлено, что они не подвергались сексуальному насилию — связи между убитыми нет никакой, на то, что это дело рук одного убийцы, указывает лишь то, что все жертвы были красивы подлинной красотой только что сформировавшейся женщины, и то, что все они были найдены обнаженными и обритыми налысо. Убийца — Гренуй, но он действует так осторожно, умело пользуясь своей незаметностью, что никто не может заподозрить в нём убийцу. И Гренуй продолжает свою страшную и гениальную работу по сбору нот для его будущих духов.
Лишь один человек в Грассе оказывается настолько проницательным, что начинает прозревать истинные мотивы убийцы. Это отец Лауры, консул Риши. Он видит, что все жертвы представляют собой своего рода коллекцию подлинной красоты, и в его сердце закрадывается страх: Риши осознает, что в городе нет никого, кто превосходил бы в этой тонкой, роскошной красоте его дочь, и рано или поздно неизвестный убийца захочет убить и её.
Риши решает помешать этому. Он тайно увозит Лауру из города и прячется вместе с ней на отдалённом островке. Одного лишь он не учёл: убийца находит своих жертв по аромату, и все предосторожности, которыми он обставил их с дочерью бегство из города, были бессильны против главного: стоит Лауре исчезнуть, как исчезнет и её аромат. И именно его исчезающий шлейф выдаёт направление бегства и убежище, где спрятана Лаура.
Гренуй получает последнюю ноту своих духов. Но как только его работа закончена, его арестовывают.
Гренуй разоблачён и приговорён к смертной казни. Риши, обезумевший от потери дочери, предвкушает казнь колесованием. Он посещает в тюрьме Гренуя и описывает предстоящие ему мучения, не скрывая, что это будет бальзамом для его разбитого сердца.
Однако, прежде чем отправиться на казнь, Гренуй извлекает чудом утаённый от стражей флакончик с завершённым ароматом.
Одной капли этого божественного запаха оказалось достаточным для того, чтобы стражи отпустили Гренуя, а у палача опустились руки. Запах летит над толпой зрителей, собравшихся полюбоваться на казнь грасского чудовища, — и подчиняет их себе. Аромат возбуждает в людях желание любить и будит плотскую страсть. Люди ищут удовлетворения тут же, на площади, всё перерастает в настоящую страстную оргию. Гренуй стоит среди толпы и наслаждается эффектом, который произвёл. На помост поднимается Антуан Риши и припадает к Греную, признавая в нём своего сына.
Пользуясь всеобщим безумием, Гренуй исчезает.
После того как дурман аромата любви проходит, люди обнаруживают себя раздетыми в объятьях друг друга. Смущённо одеваясь, все негласно решают «забыть» о произошедшем. Вместо Гренуя казнят невиновного, лишь бы поставить точку в этой истории.
Часть четвёртая
Гренуй свободен, он уходит из города. Теперь он знает силу своей власти: благодаря духам он может стать богом, если захочет. Но он понимает, что среди слепо поклоняющихся ему не будет ни одного человека, который сможет оценить настоящую красоту его аромата. Он возвращается в Париж и направляется к Кладбищу невинных — месту, где появился на свет. Здесь у костра собрались воры и бродяги. Гренуй с головы до ног опрыскивает себя духами, и люди, ослеплённые влечением к нему, разрывают его на части и пожирают останки великого парфюмера.

## Форма

### Структура текста
Роман состоит из четырёх частей и 51 последовательно пронумерованных глав. Ни части, ни главы не имеют названий. Последняя часть состоит только из одной заключительной главы, которая формально отличает её от остальных. Широко распространённое мнение, что первые три части романа соответствуют трём этапам обучения ремесленника. Каждая часть содержит свои типичные характеристики, и каждая часть завершается отъездом или уходом Гренуя. 

### Стиль повествования
Исследователи обращают внимание на два аспекта относительно стиля повествования: определённый консерватизм и мастерство рассказчика. Некоторые критики считают нарративный стиль Зюскинда попыткой дистанцироваться от модернизма, тем самым защищая автора от упрёков в игнорировании новаторских достижений современной литературы. По их словам: «Зюскинд, напротив, отказывается от таких приёмов, как разрушение формы <...> и развивает новое стремление к получению удовольствия от нарративного повествования». 
Стилистическая особенность, обозначаемая как «Lust zu fabulieren» («страсть к сочинительству»), т. е. «искусное, насыщенное фантазией повествование» – является одной из наиболее ярких черт романа. Это подтверждается, в частности, присуждением «Парфюмеру» премии World Fantasy Award (1987). Эта особенность охватывает многое в романе: описание внутренних мыслей героев и их поступков; глубокое погружение в обонятельное восприятие Гренуя, включая сложнейшие ароматические композиции, а также яркие сцены, как например создание духов «Амур и Психея», в которой Гренуй «перевернул с ног на голову весь парфюмерный миропорядок». Несмотря на фантастические элементы, автор тщательно интегрирует их в реальный исторический контекст (Париж XVIII века). Благодаря глубокому исследованию эпохи, Зюскинд добивается гармоничного сочетания вымысла и реальности, что делает повествование убедительным и целостным.

## В популярной культуре

### Кинематограф
С момента выхода романа в свет автор отказал нескольким режиссёрам в разрешении на кинопостановку и уступил только своему другу продюсеру Бернду Айхингеру, которому в своё время удалось блестяще перенести на экран признанный абсолютно «неэкранизируемым» роман Умберто Эко «Имя розы». Фильм «Парфюмер. История одного убийцы» режиссёра Тома Тыквера вышел в прокат в 2006 году.
В сериале 2018 года «Парфюм» события разворачиваются в наши дни и показывают историю следователей, столкнувшихся с серией убийств. Бывшие ученики интерната вдохновились романом Зюскинда и спустя время решили экспериментировать с человеческими запахами и ароматами.

### Музыка
Роман также послужил материалом для написания песни Scentless Apprentice американской группы Nirvana. Как признавал сам Курт Кобейн — лидер Nirvana, «Парфюмер» являлся его карманной книгой, которую он часто перечитывал и черпал оттуда вдохновение. Также существует неявная параллель между асоциальным поведением Гренуя и отшельническими замашками Кобейна.
Также роман стал источником вдохновения для Тилля Линдеманна, солиста группы Rammstein, при написании им одной из первых композиций немецкой группы — песни Du riechst so gut.
Лидер португальской команды  "Moonspell" Фернанду Рибейру вдохновлялся этим романом при написании композиции Herr Spiegelmann из альбома "Irreligious".
У группы «Ария» в альбоме «Феникс» есть песня «История одного убийцы».
В 2008 году состоялась постановка рок-оперы «Парфюмер» (музыка Игоря Демарина, либретто Юрия Рыбчинского).
В 2023 году также вышла новая песня Green Apelsin – Парфюмер (Грин Апельсин) по мотивам истории.